# Мацунаґа Акіра
Мацунаґа Акіра (яп. 松永 行, нар. 21 вересня 1914, Яйдзу, Сідзуока — пом. 20 січня 1943, Гуадалканал) — японський футболіст, що грав на позиції нападника.

## Клубна кар'єра
Грав за університетську команду Цукубський університет.

## Виступи за збірну
У 1936 році провів дві гри у складі національної збірної Японії. Був учасником футбольного турніру на Олімпійських іграх 1936 року.